# Velocimetar
Velocimetar je naprava za mjerenje brzine. Izumio ju je hrvatski izumitelj Josip Belušić. Predstavio ju je na Svjetskoj izložbi u Parizu 1889. godine. Mjerio je trajanje i brzinu vožnje, broj prevezenih osoba te vrijeme ulaska i izlaska putnika u kočiju i u odsutnosti gospodara. Prvo ga je nazvao "velocimetar". Ime mu je promijenio u 'Controllore automatico per vetture'. Iste godine pariški municipij raspisao je javni natječaj, a Belušićeva naprava bila je najtočnija i najveće kakvoće u konkurenciji 120 uređaja. Lipnja sljedeće godine uprava je odlučila prihvatiti velocimetar. Pariškim kočijama postao je neizostavni dio. Danas se iste elemente iz velocimetra nalazi u taksimetru, brzinomjeru i tahografu.
Smatra se da ga je vjerojatno konstruirao 1888. godine. Pretpostavka se bazira na vijestima tršćanske Naše sloge od 7. veljače 1889. gdje je pisala o novom izumu profesora Belušića, koji je zaštitio pri tijelima Austro-Ugarske Monarhije kao "Velocimeter". Izvornik njegovog patenta je u Državnom arhivu u Beču, a preslik u Muzeju policije u Zagrebu. Koncem veljače iste godine izveden je uspješni pokus s velocimetrom na relaciji Trst – Sv. Bartol – Trst. Belušićev je izum 1890. godine patentiran u Američkom uredu za patente pod brojem 442849.